# Саро-Вива, Кен
Кенуль «Кен» Бисон Саро-Вива (англ. Kenule "Ken" Beeson Saro-Wiwa; 10 октября 1941[…], Бори, Колониальная Нигерия — 10 ноября 1995[…], Порт-Харкорт) — нигерийский писатель, поэт, сценарист и телепродюсер, защитник окружающей среды, общественный деятель. Организатор кампаний ненасильственного сопротивления транснациональным корпорациям и нигерийскому правительству, повешенный военной диктатурой.

## Биография
Родился в районе города Бори, в семье вождя племени огони. Сестра Кена впоследствии стала известным в стране врачом и правозащитником. Учился в старейшем в Нигерии Ибаданском университете. Преподавал, работал в администрации города Бонни. Во время гражданской войны поддержал федеральное правительство. К военному и послевоенному времени относится начало его работы в литературе и на телевидении.
Некоторое время Саро-Вива занимал должность областного уполномоченного по образованию, но уже тогда его занимало бедственное положение огони и всемогущество иностранных нефтедобывающих компаний. На этой почве произошёл конфликт с руководством, приведший к отставке.
Основной период пропаганды ненасильственного сопротивления уничтожению природы и малых народов пришёлся на период правления генерала Ибрагима Бабангиды. Саро-Вива создал массовую организацию MOSOP (Движение за выживание народа огони). В 1992 году власть Бабангиды пошатнулась, и писатель был незаконно арестован за подготовку срыва выборов.
Не менее активно велась кампания и при диктаторе Сани Абаче, что вызвало ненависть правительства. Как полагают «зелёные», Абача действовал в сговоре с компанией Shell. Начались погромы огони.
Были убиты четверо вождей, поддержавших Абачу — по одной из версий, это была провокация против MOSOP, по другой — часть огони была недовольна результатами гражданского неповиновения, пропагандируемого Саро-Вивой, и решила перейти к насильственным методам сопротивления.
Так или иначе, Саро-Вива и ещё восемь человек были арестованы по обвинениям в причастности к убийствам четырёх вождей и приговорены к повешению. Суд проводился с многочисленными нарушениями. За освобождение Саро-Вивы выступили Международная амнистия, США, ЮАР, Великобритания, Содружество Наций.
В ноябре 1995 года приговор был приведён в исполнение. За этим последовали приостановление членства Нигерии в Содружестве, многочисленные санкции. В 2006 году в Лондоне был открыт памятник Саро-Виве.
В 2017 году в его честь был назван муравей Zasphinctus sarowiwai.
Родственники писателя длительное время судились с Shell по поводу его гибели, в 2009 году компания согласилась выплатить более 15 миллионов долларов компенсации.
Сын Саро-Вивы — Кен Вива — известный журналист, советник президентов Олусегуна Обасанджо и Умару Яр-Адуа.

## Творчество
- Sozaboy: A Novel in Rotten English
- On a Darkling Plain
- The Singing Anthill
- A Month and a Day: A Detention Diary
- Mr B
- Basi and Company
- Prisoners of Jebs
- Nigeria: The Brink of Disaster
- Genocide in Nigeria

## Награды и звания
- Вице-президент UNPO (1993—1995)
- Премия Голдмана (1995)